# Диоген Вичев
Диоген Иванов Вичев с прозвище Бай Диоген, Дядо Диоген или простонародното „библиотекарят“. Така доростолци наричат човека, отдал шестдесет години от живота си съхранение и разпространение на писменото слово, по времето, когато забраняват в училищата да се изучава българският език и в църквата се служи само на румънски, дори е прекратена и дейността на народното читалище „Доростол“.
Диоген Вичев работи като библиотекар до 1950 г. През 1954 г. получава награда орден „Кирил и Методий“ – първа степен.

## Семейство
Братята Ангел и Стоян Вичеви загиват в боевете при Шипка, Тодор – загива при Плевен. Иван и Димитър оцеляват и доживяват Освобождението. Със семействата си се връщат да живеят в Силистра.